# 基斯坦堡站
基斯坦堡站（Kristianborg holdeplass）是卑爾根輕鐵2號線的車站。位於穀倉馬路跨線橋之下，往來菲林斯谷的列車將會經過一段長約3公里的隧道，同時亦設有側線前往新的泊車場。

## 車站構造
車站位於運河路（Kanalveien）與康拉德莫爾路（Conrad Mohrs veg）之間的十字路口迴旋處，位置原為旁邊商廈的停車場。當卑爾根市政府興建2號線時，便於2018年收回了大部份的停車場用地；另一方面，為配合興建車站，當局將原來一段的穀倉馬路升高，而貼近穀倉馬路斜坡上的數間民房、斜坡下的單車徑及隧道、以及將原可以由穀倉馬路駛入的洛伯格路（Lobergsalleen）的分支道也拆去，以騰出足夠空間興建菲林斯谷隧道入口。所有工程皆於2022年11月通車前完成。
月台採用島式設計，與豪克蘭醫院站一樣，採用左側上落、而非一般右側上落方式乘車。兩側建有標準化的月台上蓋，同時月台頭、尾各設有1部升降機及樓梯連接至穀倉馬路兩側的行人路及新設置的巴士站（月台C及D）。
而在菲林斯谷隧道入口處，則設有1條停泊側線，可容納一輛輕鐵停泊作折返至市中心之用。
在興建2號線時，市政府也在B月台旁興建了平行鐵道軌的單車／行人兩用隧道連接至菲森斯谷，但是平行單車／行人路會於深夜時段封聞，兩端入口的鐵閘會鎖上。
| 月台 | 路線    | 目的地       |
| ---- | ------- | ------------ |
| A    | 2 2號線 | 菲林斯谷方向 |
| B    | 2 2號線 | 碼頭街方向   |

## 相鄰車站
卑爾根輕鐵
-   2   2號線

緬得米倫 - 基斯坦堡 - 菲林斯谷

## 外部連結
- 卑爾根輕鐵基斯坦堡站（網頁庫存）